# Bison (släkte)
Bison är det vetenskapliga namnet för ett släkte i familjen slidhornsdjur med två idag levande arter. Det latinska ordet bison är troligen en omvandling av det germanska ordet wisund.

## Utvecklingshistoria
Den första arten i släktet utvecklades troligen av ett oxdjur från släktet Leptobos som levde under tidig pleistocen. Denna ur-bison, Bison sivalensis, uppkom i norra Indien och flyttade till de stora asiatiska stäpperna där den utvecklades till stäppbisonoxen (Bison priscus). Stäppbisonoxar ökade utbredningsområdet och jagades av cromagnonmänniskan och avbildades på olika grottmålningar, till exempel i Altamira, Lascauxgrottan och Chauvetgrottan. Från populationer som stannade i Eurasien utvecklades dagens visent, men hur är inte helt utrett.
Under istiden vandrade stäppbisonoxen över en landbro vid dagens Berings sund från Sibirien till Nordamerika. En frusen individ av arten hittades 1979 av guldgrävare nära Fairbanks, Alaska och uppskattades vara 35 000 år gammal. Fyndet fick namnet "Blue Babe" då hudens färg blev blå på grund av en kemisk reaktion med luften. Arten delades upp i två nya arter som invaderade kontinentens södra delar i två vågor som följde på varandra. Den ursprungliga stäppbisonoxen dog ut vid slutet av senaste istiden. Den första nya arten var Bison latifrons, vilken dog ut för ungefär 20 000 år sedan. Den andra var tidiga former av dagens bisonoxe (Bison bison). Dessa långhornade (Bison bison antiquus) och korthornade (Bison bison occidentalis) varianter räknades tidigare som självständiga arter men listas numera som utdöda underarter till bisonoxen. Under tidig holocen för cirka 6000 år uppkom dagens underarter: Bison bison bison som lever i prärien och Bison bison athabascae vars vanliga hemmiljö är skogar.

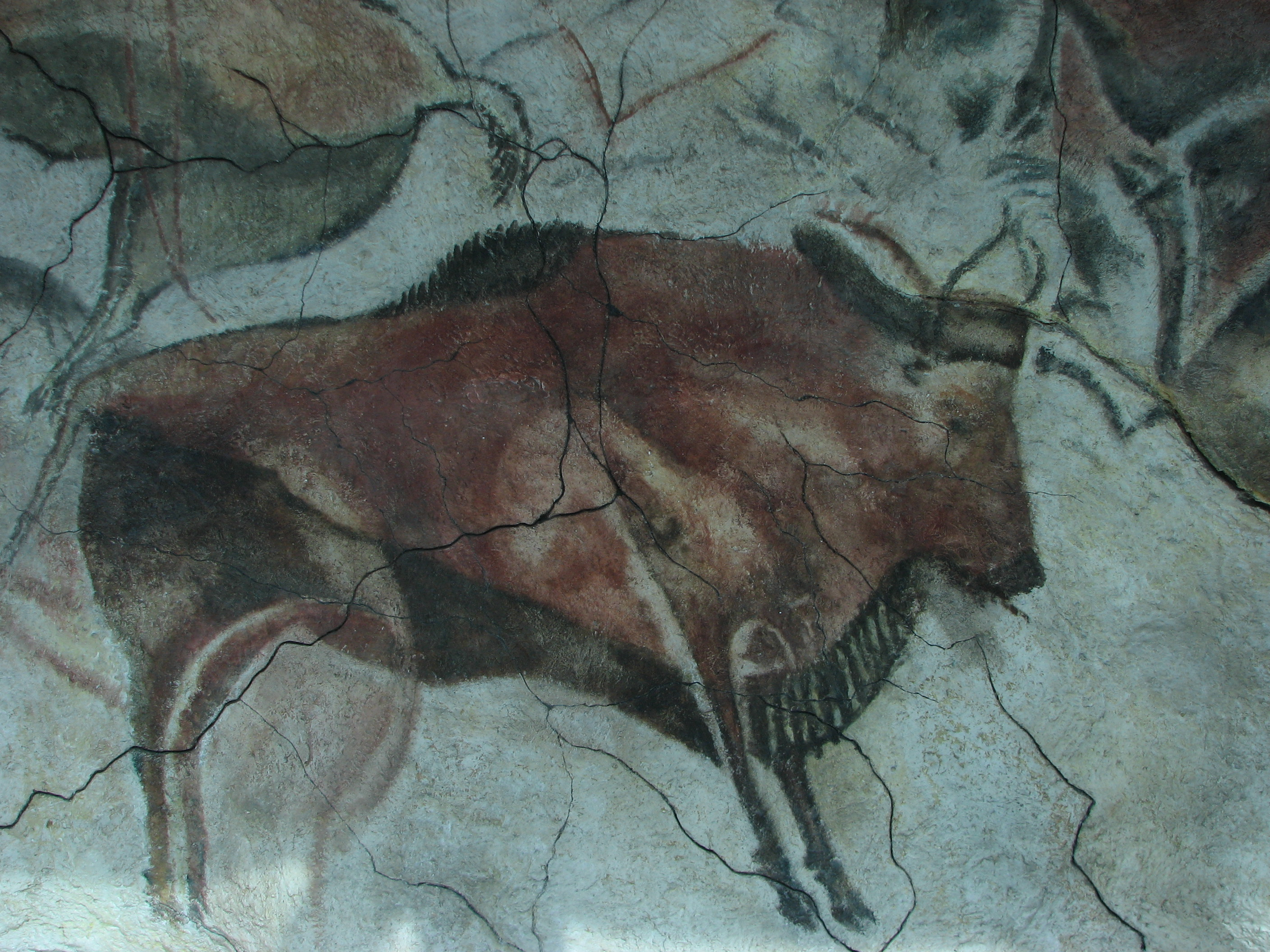
Avbildning av stäppbison i Altamiragrottan
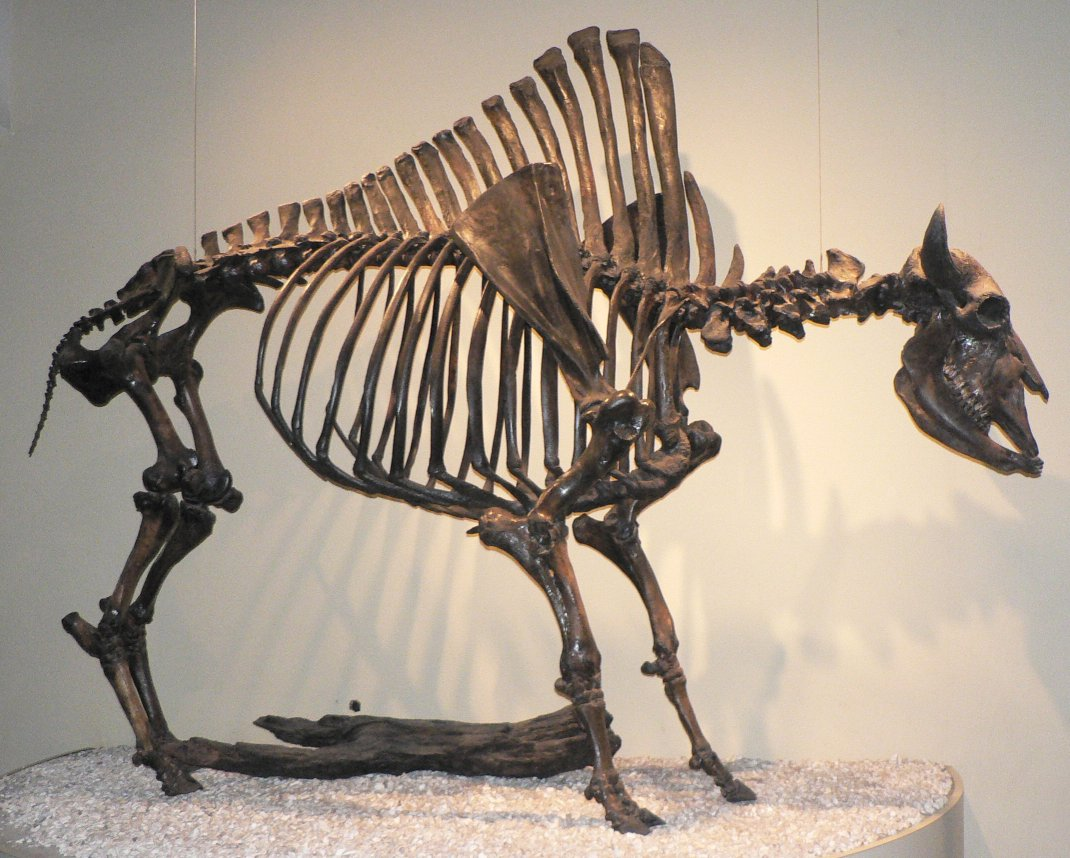
Skelett av Bison (bison) antiquus

## Utseende
Släktets medlemmar når en kroppslängd (huvud och bål) av 2,1 till 3,5 meter, en mankhöjd av 1,5 till 2,0 meter, en svanslängd av 30 till 60 centimeter och en vikt av 350 till 1000 kilogram. Honor är allmänt av mindre storlek. Den långa och mörkbruna pälsen på bakhuvudet, på axlarna och på frambenens övre del bildar en man. Manen är hos bisonoxe längre än hos visent. Individerna har ofta ett skägg vid hakan. Längre bak på kroppen är pälsen kortare och ljusare. Hos ungar förekommer en rödbrun päls. Hannar och honor har horn som är bakåtböjda och spetsiga. Bakom halsen finns en puckel.

## Ekologi

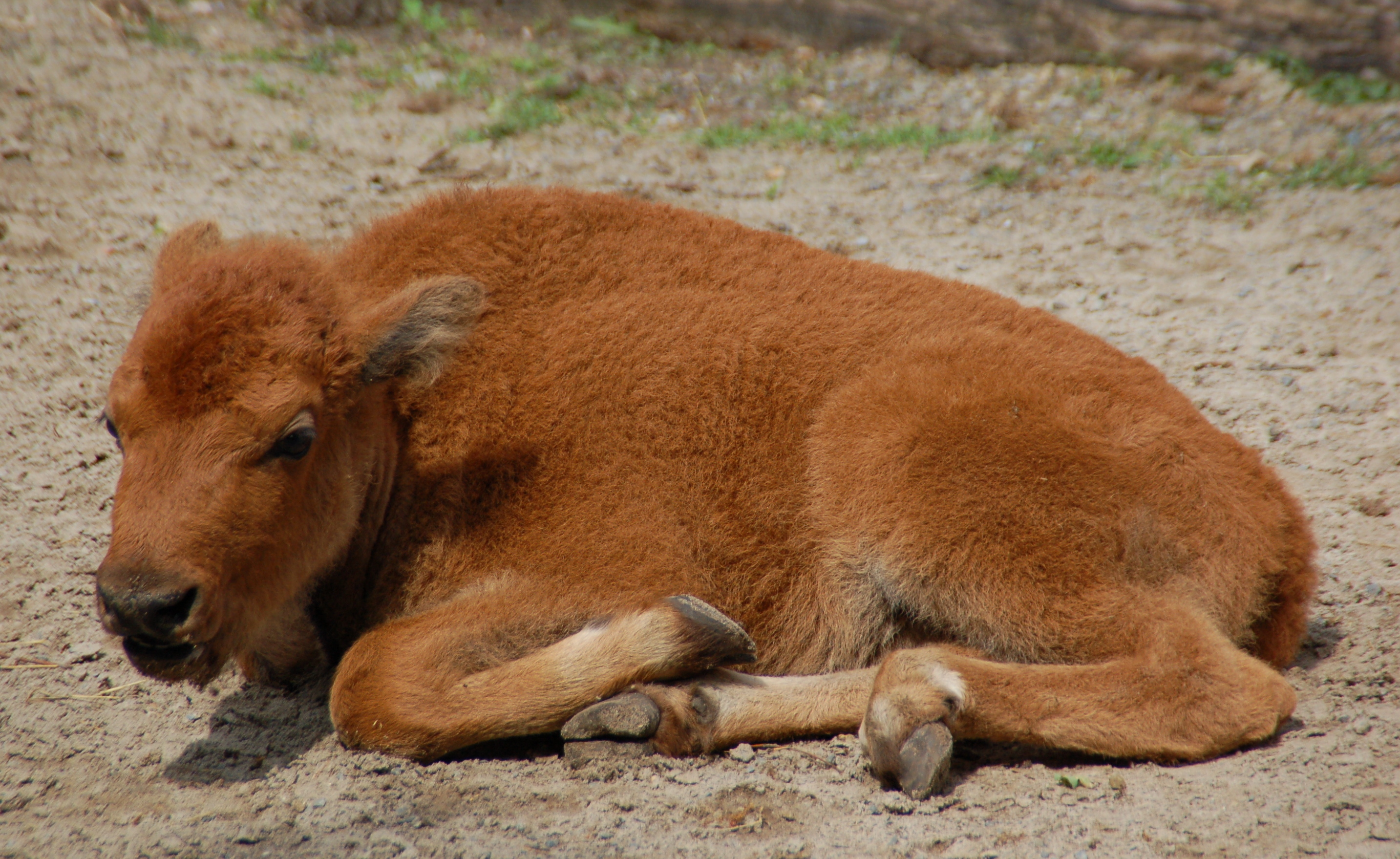
Kalv av bisonoxe.

Bisonoxen lever främst i den nordamerikanska prärien. Den besöker dessutom bergstrakter och öppna skogar. Visent vistas i skogar och gräsmarker. För att avlägsna parasiter tar individerna ofta ett dopp i slamgropar och skrapar sedan mot trädstubbar eller klippor. Släktets medlemmar har förmåga att korsa 1000 meter breda floder och de når springande hastigheter upp till 60 km/h. Den amerikanska arten vandrar varje höst flera hundra kilometer söderut till låglandet och varje höst tillbaka. Visent föredrar blad, kvistar och bark som föda medan bisonoxen är inriktad på gräs.
Hannar och honor bildar vanligen mindre grupper. Vid bra tillgång till föda eller under vandringen förenar sig flera grupper till stora hjordar. Under parningstiden mellan juli och september strider hannar mot varandra om rätten att para sig. Hannen parningsrop kan höras över 5 kilometer. Honan föder varje eller vartannat år en kalv efter genomsnittlig 285 dagar dräktighet. Kalven har vid födelsen en vikt av 15 till 30 kilogram och den kan självständig gå efter tre timmar. Kalven diar sin mor i 7 till 12 månader och den blir könsmogen efter 2 till 4 år. Den första framgångsrika parningen sker allmänt efter 3 år för honor respektive efter 6 år för hannar. I naturen blir individerna sällan äldre än 20 år. Under särskild goda förhållanden kan de leva 40 år.

## Genetiska differenser mellan dagens arter
Det finns inga inskränkningar att korsa bisonoxen med visent, vilket indikerar en nära släktskap. Genetiska undersökningar av arternas DNA visar däremot ganska stora differenser. Angående hankönets Y-kromosom är arterna nästan likadan men för honkönets mitokondriellt DNA finns påfallande skillnader. Honor av bisonoxen har en mitokondriellt DNA som återfinns hos jak (Bos grunniens) av honkön. Honor av visent liknar genetisk den utdöda uroxen (Bos primigenius). Dessa resultat tolkas så att prehistoriska bison från Eurasien hade avkomna med uroxar som blev dagens visent. Det finns också indicier på att släktena Bos och Bison är parafyletiska.